# Tarcza konstrukcyjna
Tarcza konstrukcyjna, tarczownica, belka-ściana - element konstrukcyjny o tej własności, że jeden z jego wymiarów (grubość) jest znacznie mniejszy od dwóch pozostałych. W odróżnieniu od płyty przyjmuje się, że obciążenie tarczy działa w jej płaszczyźnie środkowej, dzielącej jej grubość na dwie połowy. Konturem tarczy nazywamy linię ograniczającą jej wymiary leżące w płaszczyźnie środkowej. Tarcza podparta bywa wzdłuż całego jej konturu lub też jego części. Na swobodną (niepodpartą) część konturu działać mogą różne obciążenia zewnętrzne. Zasadniczym obciążeniem tarczy jest jej ciężar własny.
W budownictwie najczęściej stosowane są tarcze prostokątne (np. ściany zbiorników) i wtedy zazwyczaj ich podporami są narożne słupy.